# ロマリッチ
クリスティアン・コフィ・エンドリ・ロマリッチ（Christian Koffi N'dri Romaric、1983年6月4日 - ）は、コートジボワール・アビジャン出身の元サッカー選手。元コートジボワール代表である。現役時代のポジションはMF（ボランチ、攻撃的ミッドフィールダー）。

## 経歴

### クラブ

#### 初期の経歴
他の多くのコートジボワール人選手と同じく、ASECミモザの名高いユースアカデミーでキャリアをスタートさせた。2003年、ASECミモザと提携しているベルギー・ジュピラーリーグのKSKベフェレンに移籍し、高いユーティリティ性と能力を発揮して頭角を現した。

#### ル・マンUC
2005年7月14日、フランスのル・マンUCに移籍した。8月にはベルギーのリエージュ近郊のハイウェイを走行中に自動車事故に巻き込まれ、鎖骨を骨折して頭部も打ちつけたが、すぐに回復してスターティングメンバーに名を連ねた。2005-06シーズンは活躍はできなかったものの、2006年夏に守備的ミッドフィールダーのレギュラーだったフレデリック・トーマとヨアン・オートゥクールが相次いで移籍したため、急遽ロマリッチが守備的ミッドフィールダーにコンバートされると、それまでトップ下として起用されることが多かった彼にとって転機となり、粘り強いマークと球離れの速さを身につけた。
2006-07シーズン序盤戦には活躍を見せ、2006年11月にはヴィカシュ・ドラソーを手放すパリ・サンジェルマンFCがドラソーの後継者として獲得することに関心を抱いていると報道された。主に新人のマテュー・クタドゥールとコンビを組み、チームの要としてリーグ・アン残留に貢献した。2007年夏には長年に渡ってキャプテンを務めて来たローラン・ボナールがオリンピック・マルセイユに移籍したことで、ルディ・ガルシア監督はロマリッチをキャプテンに指名した。素行が良いとは言えない選手がキャプテンに指名されたことに対して驚きの声も上がったが、2007-08シーズン開幕後も安定したプレーを披露し、チームの大黒柱とも言える存在に成長した。

#### セビージャFC
2008年6月23日、同胞のアルナ・コネが在籍するスペインのセビージャFCと5年契約を結んだ。それ以前よりセビージャはロマリッチ獲得に興味を示していると報道されていた。移籍金は800万ユーロ以上と推定されており、違約金は3000万ユーロに設定された。12月7日のレアル・マドリード戦(4-3)で初得点を決め、2008-09シーズンは36試合に出場して1得点3アシストを挙げた。2009年1月25日のホームでのラシン・サンタンデール戦(1-2)で移籍後2点目を決めたが、2009-10シーズンは新加入で同胞のディディエ・ゾコラにポジションを奪われ、19試合の出場にとどまった。2010年12月9日に10月30日に行われたFCバルセロナとのアウェー戦の前夜にゾコラとともにホテルから抜け出したことが発覚し、それぞれ300ユーロの罰金を受けた。

#### RCDエスパニョール
2011年8月31日、RCDエスパニョールにレンタル移籍した。

#### レアル・サラゴサ
2012年7月27日にセビージャとの契約を解除し、7月28日にレアル・サラゴサへ完全移籍した。

#### SCバスティア
サラゴサの降格に伴い、2013年7月30日、SCバスティアに加入。

#### オモニア・ニコシア
2015年9月10日、オモニア・ニコシアに加入。

#### ノースイースト・ユナイテッド
2016年8月14日、ノースイースト・ユナイテッドFCに加入。

### 代表
2005年にコートジボワール代表デビューした。2006年にはコートジボワール代表にとって初のFIFAワールドカップ出場となる2006 FIFAワールドカップに参加し、グループリーグのオランダ戦に出場した。同年にはアフリカネイションズカップ2006にも出場し、決勝でエジプトに敗れた。2009年3月29日、2010 FIFAワールドカップ・アフリカ予選・マラウイ戦(5-0)で試合開始直後に初得点を決めた。6月7日のギニア戦(2-1)では決勝点を決めている。2010 FIFAワールドカップ本大会グループリーグの北朝鮮戦で代表3得点目を決めた。

## 代表歴

### 出場大会
- コートジボワール代表
  - 2006 FIFAワールドカップ
  - 2010 FIFAワールドカップ

### 試合数
- 国際Aマッチ 47試合 5得点（2005年-2013年）[4]

| コートジボワール代表 | 国際Aマッチ | 国際Aマッチ |
| 年                   | 出場        | 得点        |
| -------------------- | ----------- | ----------- |
| 2005                 | 3           | 0           |
| 2006                 | 7           | 0           |
| 2007                 | 8           | 0           |
| 2008                 | 4           | 0           |
| 2009                 | 7           | 3           |
| 2010                 | 8           | 2           |
| 2011                 | 2           | 0           |
| 2012                 | 1           | 0           |
| 2013                 | 7           | 0           |
| 通算                 | 47          | 5           |

### 得点
| #  | 日時          | 場所           | 相手     | スコア | 最終結果 | 大会                                  |
| -- | ------------- | -------------- | -------- | ------ | -------- | ------------------------------------- |
| 1. | 2009年3月29日 | ワガドゥグー   | マラウイ | 1-0    | 5-0      | 2010 FIFAワールドカップ・アフリカ予選 |
| 2. | 2009年6月7日  | コナクリ       | ギニア   | 2-1    | 2-1      | 2010 FIFAワールドカップ・アフリカ予選 |
| 3. | 2010年6月25日 | ネルスプロイト | 北朝鮮   | 2–0    | 3-0      | 2010 FIFAワールドカップ               |
| 4. | 2010年10月9日 | ブジュンブラ   | ブルンジ | 1-0    | 1-0      | アフリカネイションズカップ2012予選    |